# Шигејоши Сузуки
Шигејоши Сузуки (јап. 鈴木 重義; 13. октобар 1902 — 20. децембар 1971) био је јапански фудбалер.

## Каријера
Током каријере је играо за Васеда ВМВ.

## Репрезентација
За репрезентацију Јапана дебитовао је 1927. године. За тај тим је одиграо 2 утакмице и постигао 1 гол.

## Статистика
| Јапан  | Јапан   | Јапан  |
| Година | Наступи | Голови |
| ------ | ------- | ------ |
| 1927.  | 2       | 1      |
| Укупно | 2       | 1      |